# Vladimir Šujster
Vladimir Šujster (nascut el 26 de maig de 1972), és un exjugador d'handbol croat, que va participar en els Jocs Olímpics d'Estiu de 1996.
El 1996, formà part de la selecció croata que va guanyar la medalla d'or a les olimpíades d'Atlanta.